# Syzygium australe
Syzygium australe är en myrtenväxtart som först beskrevs av Johann Christoph Wendland och Heinrich Friedrich Link, och fick sitt nu gällande namn av Bernard Patrick Matthew Hyland. Syzygium australe ingår i släktet Syzygium och familjen myrtenväxter. Inga underarter finns listade i Catalogue of Life.

## Bildgalleri

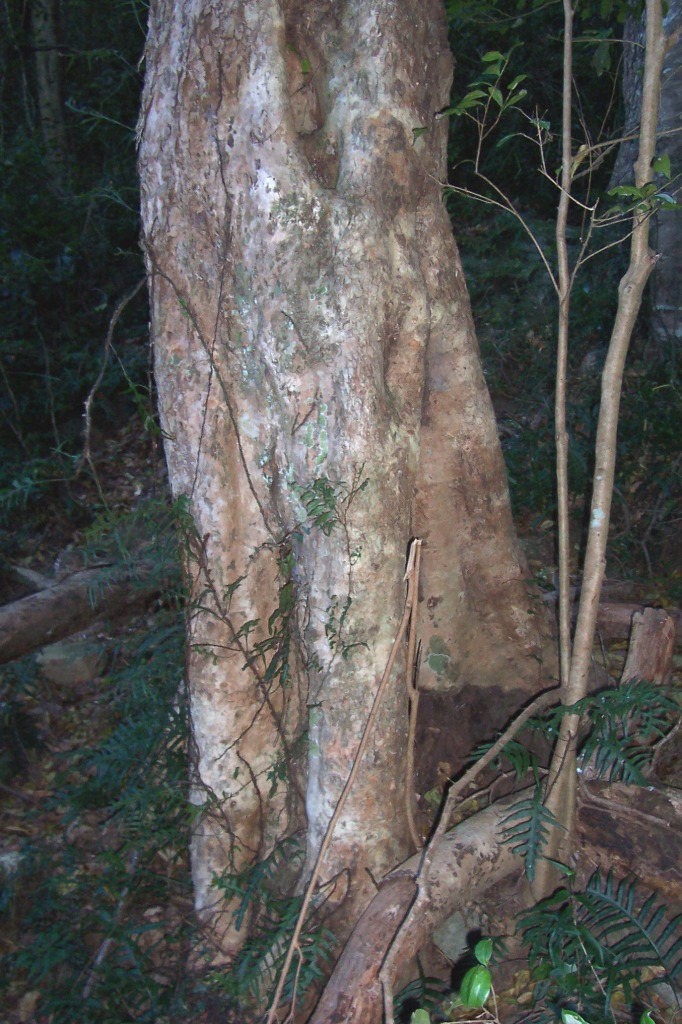
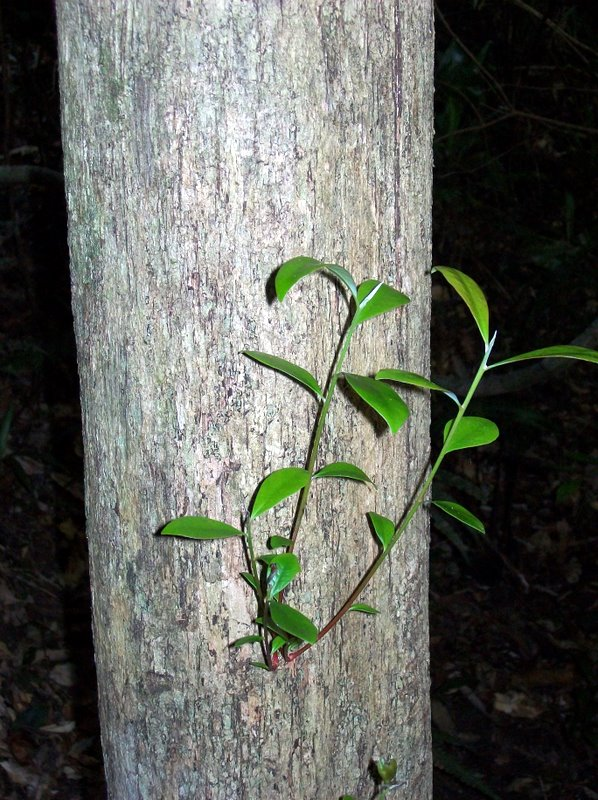
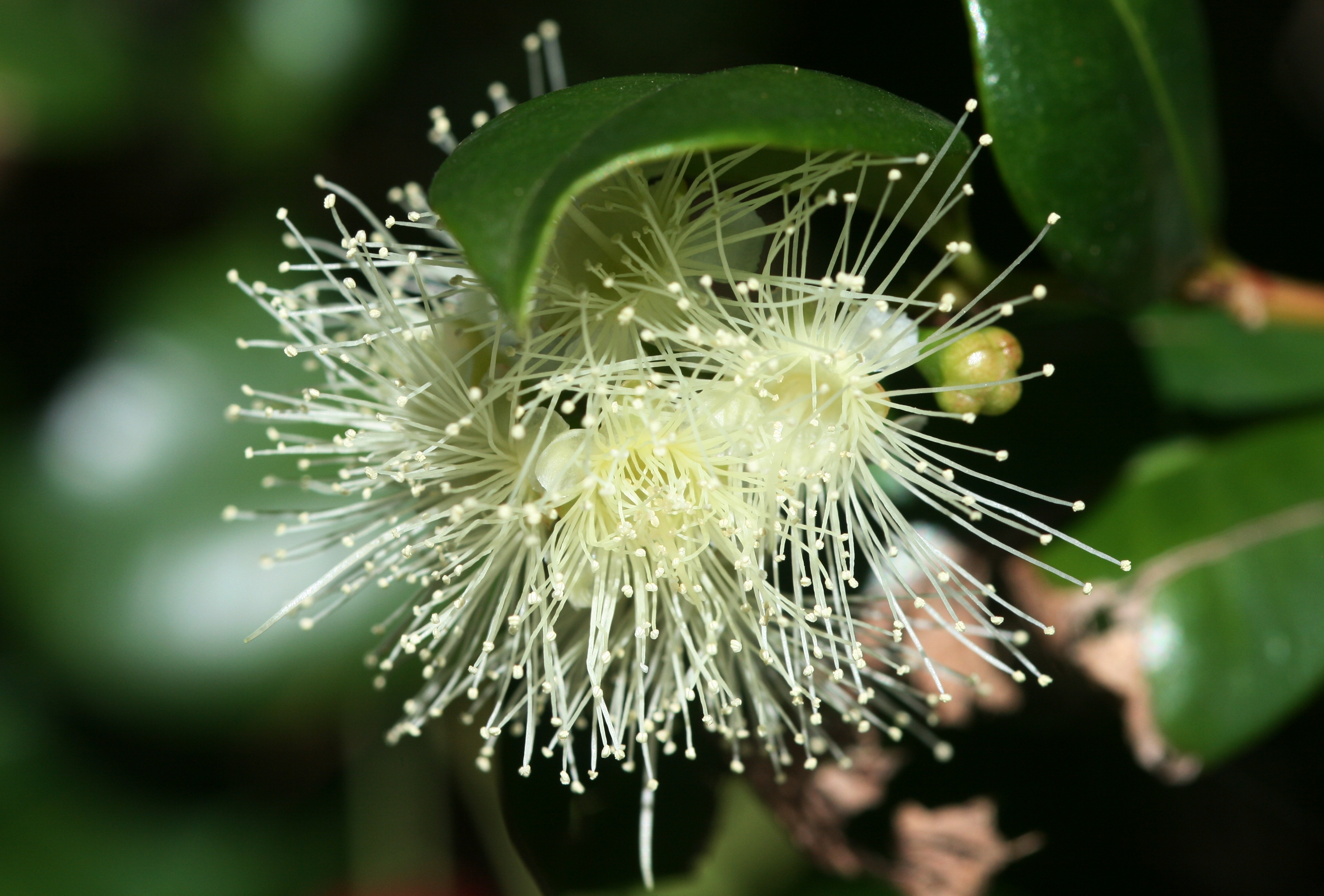
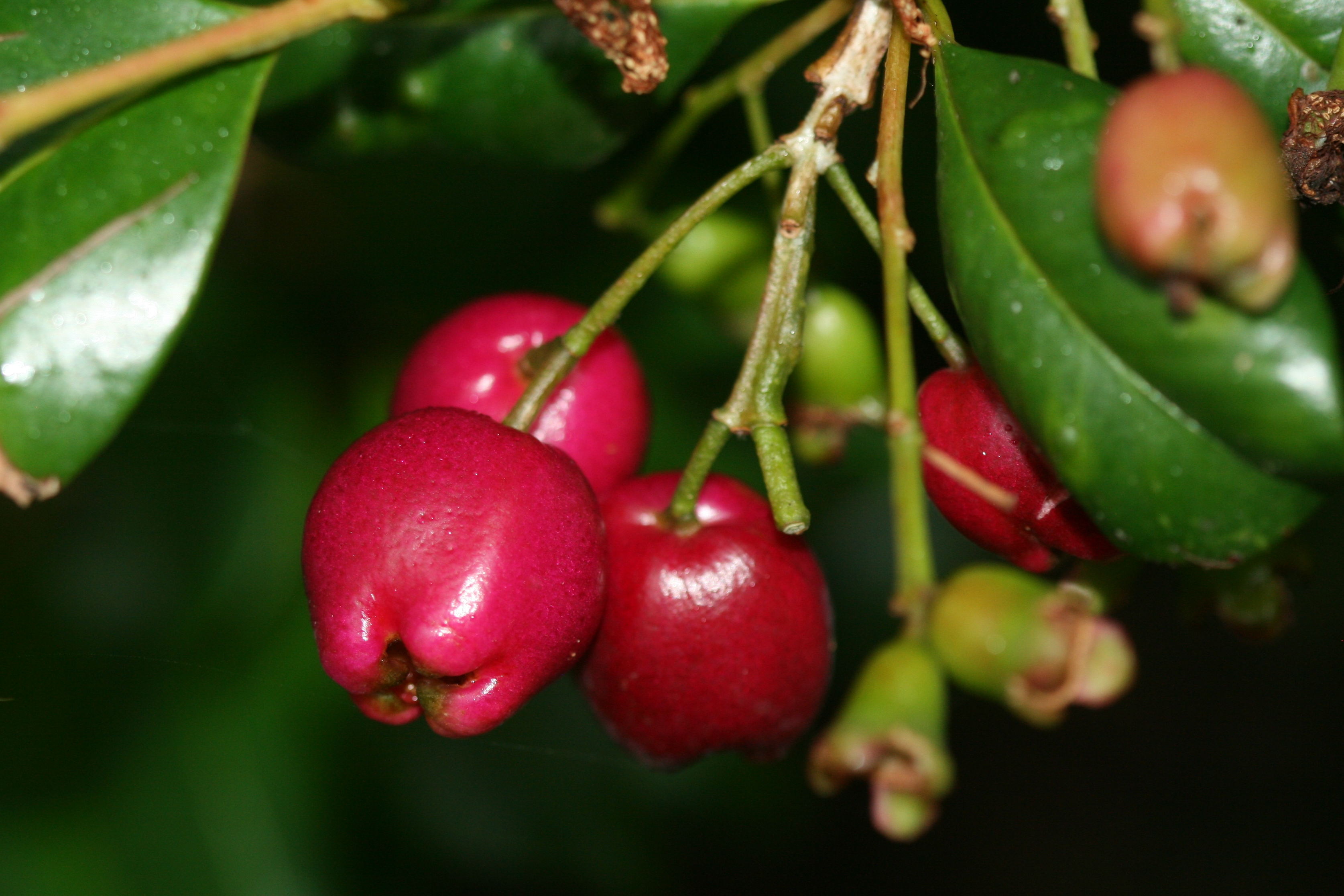
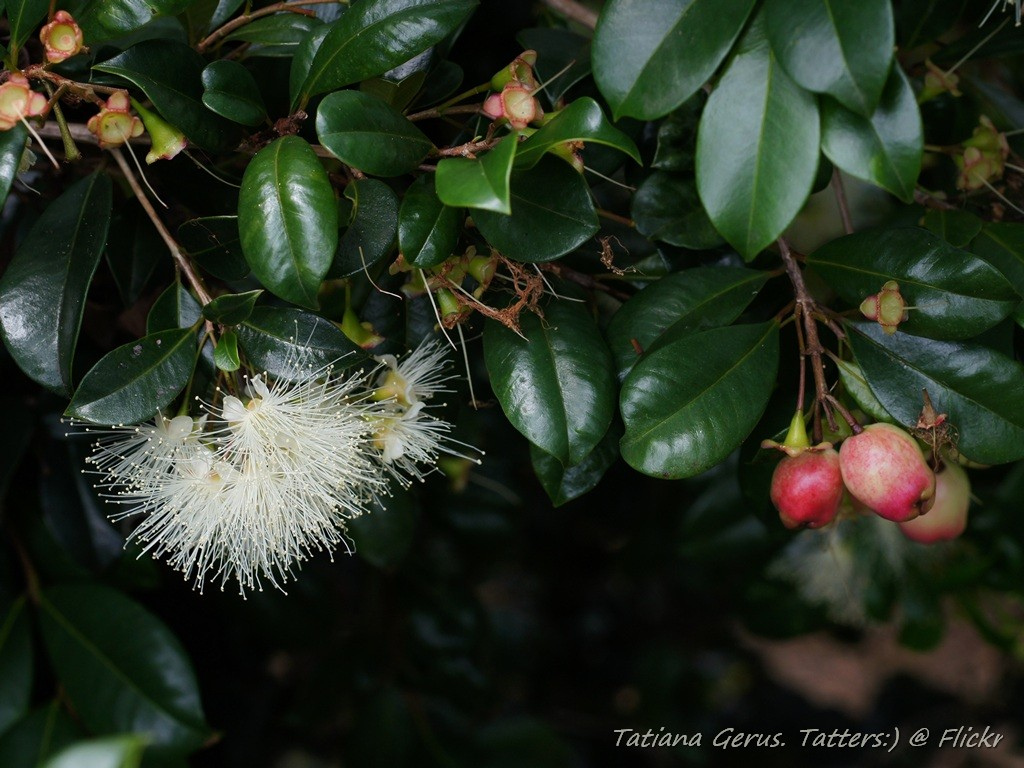